# Orikhove (Crimea)
|  | Per a altres significats, vegeu «Orékhovo». |

Orikhove (en (ucraïnès) Оріхове, en rus: Орехово) és un poble de la República Autònoma de Crimea a Ucraïna, que el 2014 tenia 3.049 habitants. Pertany al districte rural de Saki.